# Autel des Douze Dieux d'Athènes

Plan de l'agora d'Athènes à l'époque classique. L'édifice n°2 correspond à l'autel des Douze Dieux.

L'Autel des Douze Dieux (également appelé le Sanctuaire des Douze Dieux) était un important autel et sanctuaire à Athènes durant l'Antiquité. Il était situé dans le coin nord-ouest de l'Agora de l'époque classique. L'autel aurait été construit pour la première fois par Pisistrate le Jeune, petit-fils du tyran Pisistrate, pendant son archontat, en 522-521 av. J.-C. ; l'autel marquait probablement le point central à partir duquel les distances d'Athènes étaient mesurées et était un lieu de supplications et de refuge.
Les identités exactes des douze dieux auxquels l'autel a été dédié sont incertaines, mais elles étaient probablement sensiblement les mêmes que les douze dieux olympiens représentés sur la frise orientale du Parthénon : Zeus, Héra, Poséidon, Déméter, Apollon, Artémis, Héphaïstos, Athéna, Arès, Aphrodite, Hermès et Dionysos, bien qu'il y ait des raisons de supposer que Hestia ait été l'un des douze.
On a longtemps supposé que l'autel changea de fonction pendant l'époque romaine pour devenir un autel de la Pitié. Aujourd'hui, les recherches sur la topographie ancienne d'Athènes à l'époque impériale suggèrent que cet autel de la pitié était en réalité plus à l'est dans l'Agora. L'autel des Douze Dieux fut démonté et déconsacré en 267 de notre ère.

## Origines et fonctions supposées

### Construction
L'autel aurait été mis en place par Pisistrate le Jeune — le fils d'Hippias, et petit-fils du tyran Pisistrate — pendant son archontat. L'historien athénien Thucydide nous a transmis l'inscription dédicatoire qu'il pouvait observer à la fin du Ve siècle av. J.-C. sur l'autel. Cette indication fournit aux historiens une datation théorique pour cette dédicace en 522-521 av. J.-C., soit date la plus probable pour l'archontat de Pisistrate le Jeune. Une extension et réfection de l'Autel, mentionnée par Thucydide, a de fait été datée au dernier tiers du Ve siècle av. J.-C., probablement pendant la guerre du Péloponnèse

### Un autel servant de point de référence topographique?
L'autel serait devenu le « point zéro » à partir duquel les distances à Athènes étaient calculées. La découverte d'une borne inscrite, datée de la toute fin du Ve siècle av. J.-C., mentionnant la dédicace d'un « monument servant à montrer à tous les mortels la mesure de leur voyage », indique que la distance entre l'autel et le port du Pirée est de 45 stades, soit environ 8 kilomètres, ce qui correspond par ailleurs à la distance entre le Pirée et le nord-ouest de l'Agora. Pindare, auteur de la fin du VIe et du début du Ve siècle av. J.-C., ferait référence à l'Autel des Douze Dieux,.

### Supplication et refuge
L'autel aurait également servi de lieu de supplication et de refuge. En 519 av. J.-C., quand d'après Hérodote les Platéens vinrent à Athènes chercher la protection contre Thèbes : « tandis que les Athéniens faisaient des sacrifices aux douze dieux, ils [les Platéens] s'assirent devant l'autel comme suppliants pour implorer la protection des dieux ». En 431 av. J.-C., à la suite d'accusations de détournement de fonds publics impliquant Périclès et le sculpteur Phidias, certains des assistants de Phidias auraient effectué diverses supplications devant l'autel. Le général et orateur du IVe siècle Callistratos d'Aphidna s'y serait aussi réfugié avant son exécution en 355 av. J.-C..

### Autres sources
Selon Plutarque, un épisode de la mutilation des Hermès de 415 av. J.-C., se déroula sur l'Autel des Douze Dieux : un homme s'y serait spontanément castré. L'Autel aurait été au cours de sa vie le lieu de diverses dédicaces et de plusieurs inscriptions : vainqueurs des jeux néméens et isthmiques, inscriptions honorifiques pour un triérarque athénien, Philippe, fils d'Iasodémos. Les sources littéraires font aussi état d'une statue en bronze de Démosthène, érigée sous l'archontat de Gorgias sur ou près de l'autel, peut être vers 280-279 av. J.-C..
Les références à l'autel disparaissent progressivement au cours du IIIe siècle av. J.-C., il faut attendre le IIe siècle apr. J.-C. pour attester l'existence d'un siège honorifique dans le théâtre de Dionysos pour le prêtre de l'Autel des Douze Dieux.

## Découverte moderne et documentation archéologique

### Les fouilles américaines

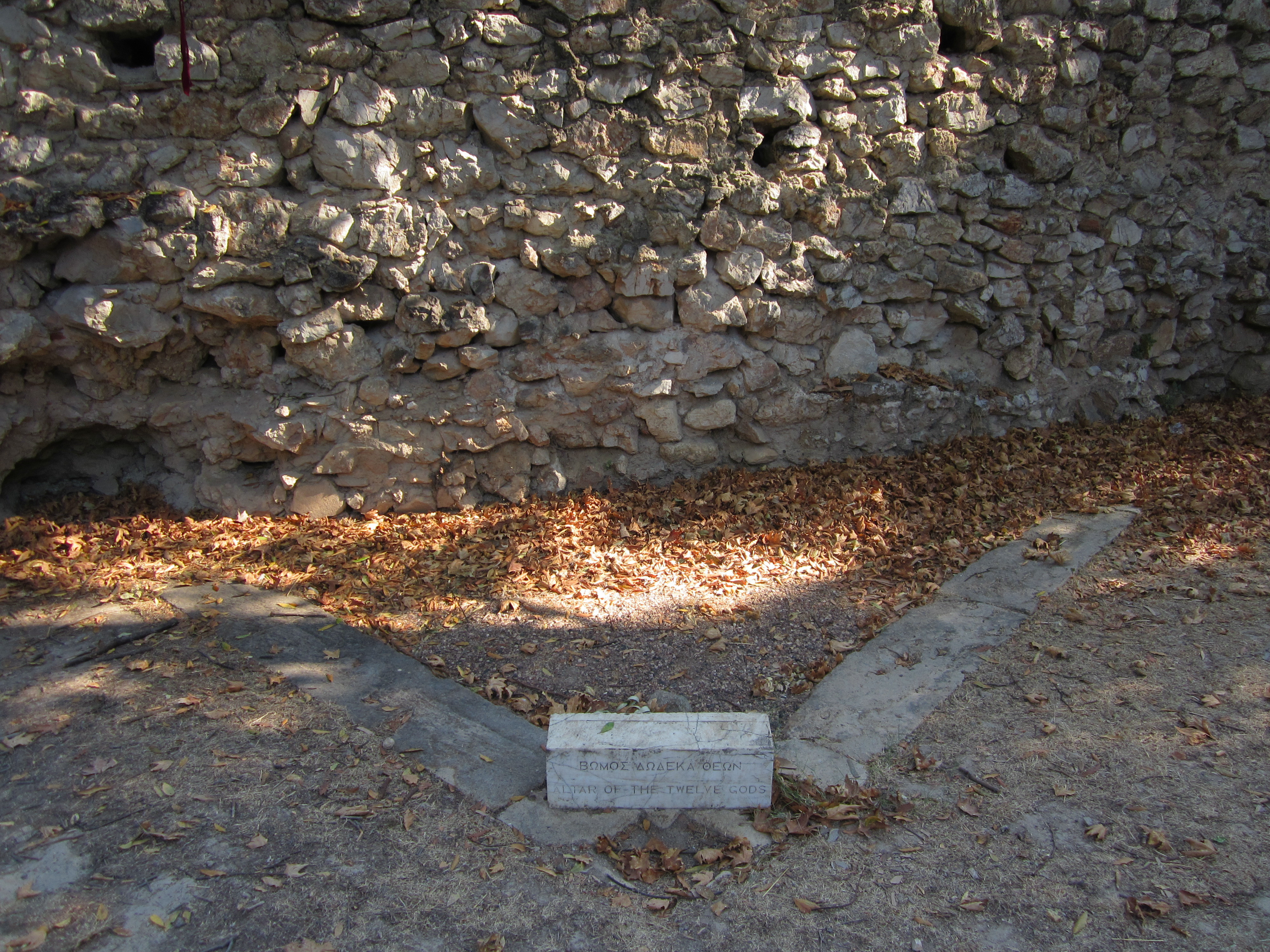
Vue sur les restes actuellement visibles de l'Autel sur l'Agora

L'identification et la localisation de l'autel sur l'agora ne furent permises que grâce aux fouilles archéologiques menées entre 1891 et 1934, puisque l'autel n'est pas localisé précisément par les sources anciennes. Sa localisation par les érudits et archéologues modernes correspond donc à un édifice découvert en face du portique de Zeus, jouxtant la voie des panathénées. Deux tronçons de murs furent découverts en 1891, lors de la construction du chemin de fer entre Athènes et le Pirée. Les fouilles de l'American School of Classical Studies, menées en 1934, permirent de prolonger cette découverte par la mise au jour de la totalité de l'enceinte sacrée, ainsi que d'une statue en marbre pentélique portant une inscription dédicatoire mentionnant « Léagros, fils de Glaukon, a dédié [ceci] aux Douze Dieux » permettant d'identifier ce téménos comme celui de l'autel. L'essentiel de l'autel est encore aujourd'hui enfoui sous le chemin de fer, seul un de ses angles est encore visible. Il fut cependant réexcavé en 2011 à l'occasion d'une réfection de la voirie, avant un ré-enfouissement définitif.

### Structure et conformation spatiale
L'enclos rectangulaire de l'autel, le téménos ou péribole, formait un carré de 9,5 m de côté, selon un axe nord-ouest / sud-est léger. Cet enclos était matérialisé par un mur en grand appareil entourant l'autel proprement dit. L'autel, situé au centre de l'espace sacré, était rectangulaire. Le mur d'enclos composait d'un parapet continu sur 3 côtés, interrompu en son centre sur deux des côtés, formant une ouverture axiale vers la voie des panathénées et un accès pour atteindre l'autel. Le téménos comportait 4 reliefs courant autour du soubassement ou du parapet, portant des scènes mythologiques. Ces reliefs ne sont connus que par des copies.